# Astragalus spegazzinii
Astragalus spegazzinii är en ärtväxtart som beskrevs av Ivan Murray Johnston. Astragalus spegazzinii ingår i släktet vedlar, och familjen ärtväxter. Inga underarter finns listade i Catalogue of Life.